# روث فيلدمان
روث فيلدمان (بالإنجليزية: Ruth Feldman)‏ هي كاتِبة ومترجمة وشاعرة أمريكية، ولدت في 1911، وتوفيت في 11 يناير 2003.

## وصلات خارجية
- روث فيلدمان على موقع ميوزك برينز (الإنجليزية)